# Sass Béla
Sass Béla (Albis, 1865. január 20. – Debrecen, 1928. január 19.) egyházi író, egyetemi tanár.

## Élete
A gimnáziumot és teológiai akadémiát Debrecenben végezte. 1885-től 1887-ig ugyanott gimnáziumi segédtanár és az utóbbi évben főiskolai senior is volt, 1887-től 1889-ig Berlinben teológiai és bölcseleti előadásokat hallgatott. Az 1889. nyári félév alatt a budapesti egyetem filozófiai szakának volt rendes hallgatója. 1889-90-ben Debrecenben gimnáziumi helyettes tanár, 1890. szeptember 1-től pedig ugyanott a teológiai akadémián az ó-szövetségi szentírás-magyarázat tanára, 1895-től 1898-ig a főiskola akadémiai igazgatója volt, 1896-tól elnöke a főiskola tanári nyugdíj- és gyámintézetnek; 1897-től tagja és 1898-tól jegyzője a református egyetemes konventnek, 1898 októberétől jegyzője volt a debreceni főiskola újonnan szervezett egységes igazgató-tanácsának. 1914-től a debreceni egyetemen a református hittudományi kar nyugalmazott rendes tanára volt.
A tanévet megnyitó beszédei (Debreczeni ev. ref. főiskola akadémiai Évkönyvében 1896. Néhány szó a zsoltárok keletkezésének korához, 1897.); cikke a Magyar Szóban (1902. 249. sz. Magyar rovásírás).
Szerkesztette a Debreczeni Protestáns Lapot 1898. január 1-től 1900-ig.

## Munkái
- Halotti imádság. (Sóvári Soós Gábor felett). Debreczen, 1891.
- Jób könyve. Fordítási kisérlet prózában. Uo. 1894.
- Szeretettan. Bpest, 1897.
- Alapítványok és ösztöndíjak a debreczeni ev. ref. főiskolában. Debreczen, 1898. (Különnyomat az akadémiai Évkönyvből.)
- A magyarországi ev. ref. egyház egyetemes konventje Budapesten 1898. márcz. 24-26. és 28. napjain. Uo. 1898.
- Felügyeleti és kormányzati rendszabályok a debreczeni ev. ref. főiskolában. Uo. 1899.
- Az átdolgozott Károli biblia külalakjára és beltartalmára vonatkozó észrevételeim. Bpest, 1899.
- A magyarországi ev. ref. egyház egyetemes konventje Budapesten, 1899. ápr. 10-13. és június 14. napjain tartott üléseinek jegyzőkönyve. Uo. 1899. Két füzet.
- Az elméleti jog- és államtudományi államvizsgálat. Uo. 1899. (Lenyomat az egyetemes konvent Jegyzőkönyvéből.)
- Közvetett mondatos mondatok a bibliában. Írásmagyarázati tanulmány. Bpest, 1900. (Nyom. Orosházán.)
- A magyarországi ev. ref. és ágostai hitv. ev. egyházakat közösen érdeklő ügyekre kiküldött együttes bizottságnak 1900. márczius 6. Budapesten fölvett jegyzőkönyve s az ekkor létrejött egyezség szövege. Debreczen, 1900.
- A magyarországi ev. ref. egyház egyetemes konventje. Budapesten, 1900. ápr. 24-27. tartott ülésének jegyzőkönyve. Uo. 1900.
- A magyar országos református közalap 1892-1902. évi története. Uo. 1903.
- Egyházi törvények a magyarországi ref. egyházban. Debrecen, 1907.